# Allan Frewin Jones
Allan Frewin Jones (* 30. April 1954 in Herne Hill, London, Großbritannien) ist ein britischer Kinderbuch- und Phantasieautor.

## Leben
Allan Frewin Jones wurde am 30. April 1954 zur Walpurgisnacht geboren. Über seine Mutter ist wenig bekannt, sein Vater war Schwimmer und Taxifahrer. Er hat eine sechs Jahre ältere Schwester. Er besuchte zuerst die Strand Grammar School, legte dann das Old fashioned UK Exam ab und anschließend erhielt er das Diploma of Higher Education. Seine Hobbys sind Schreiben, Musizieren und Malen. Diese Hobbys verfolgte er von der Grundschule an und ist noch immer daran interessiert. Er schrieb The Faerie Path (Elfennacht) und Warrior Princess. Erst 1987 wurde sein erstes Buch veröffentlicht und durch den Erfolg von Harry Potter von J.K. Rowling fand auch Jones einen Verlag für seine Fantasygeschichten. Seine Frau Claudia wurde Geschäftsführerin eines Obst- und Gemüsegeschäfts (New Covent Garden Market). Im Jahr 2000 heirateten die beiden und leben zurzeit in Herne Hill.

## Werke
- Beast Quest Band 17. Tusko Herrscher der Wälder, ISBN 978-3-7855-7150-7, Loewe Verlag
- Beast Quest Bände 9, 12, 16, 17, 40, 44, 47, 50, 52, 56, 58, 63, 65, 70, 72, 78

### Elfennacht-Reihe
- Die siebte Tochter, ISBN 978-3-473-58360-7, Ravensburger Verlag
- Die verlorene Königin, ISBN 978-3-473-58366-9, Ravensburger Verlag
- Die dunkle Schwester, ISBN 978-3-473-35297-5, Ravensburger Verlag
- Das verfluchte Königreich, ISBN 978-3-473-35313-2, Ravensburger Verlag